# Kararský mramor

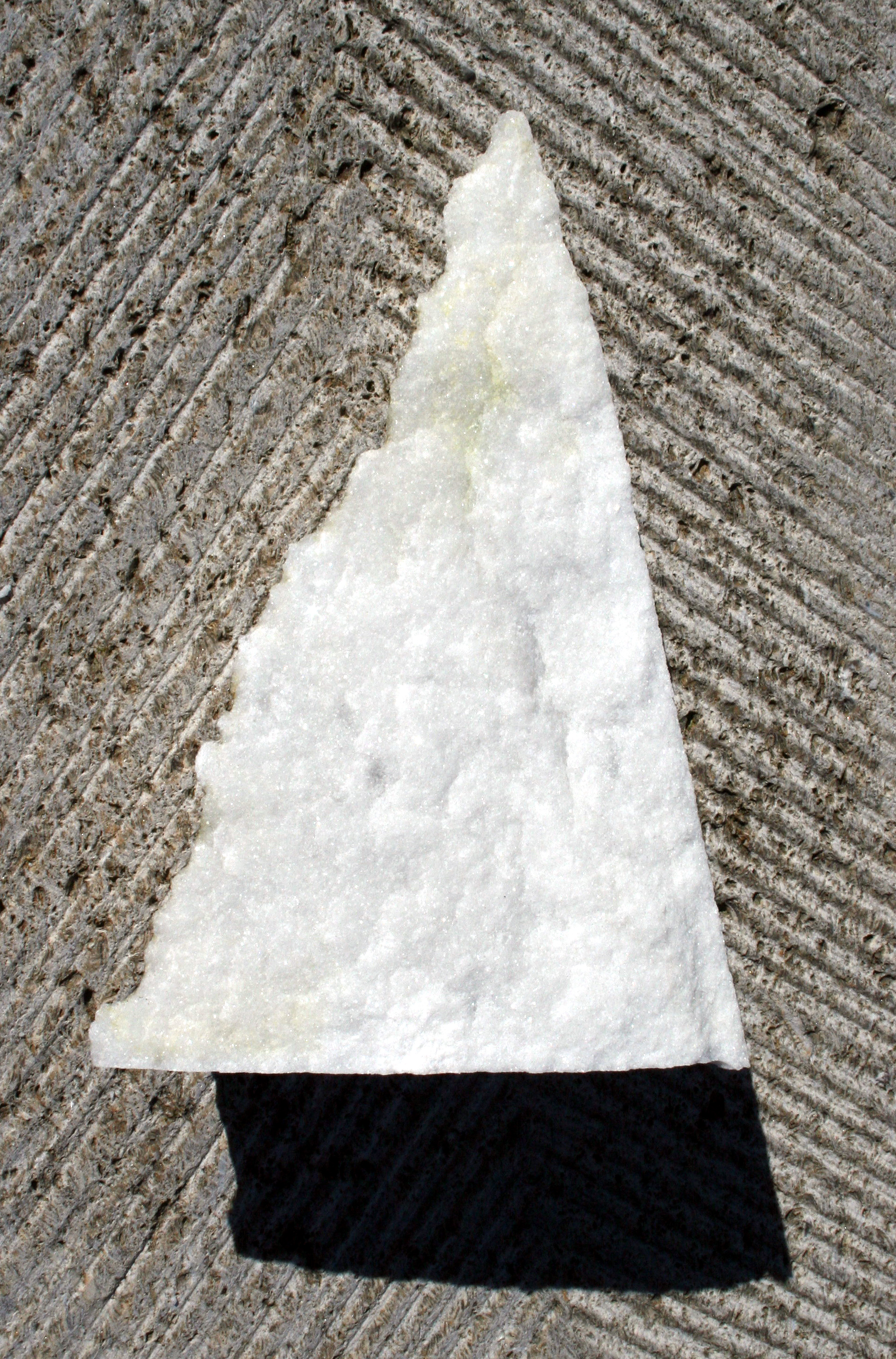
Kararský mramor, výška vzorku asi 13 cm

Kararský mramor, resp. Carrarský mramor, je jedním z nejznámějších mramorů na světě. Jeho označení Carrara-Marmor je obecný termín pro více než 50 různých obchodních názvů, v závislosti na lomu, tradici, kvalitě a konvenci, jako je například Statuario, Ordinario, Venato a Calacatta. Carrara je město v italské provincii Massa-Carrara, v regionu Toskánsko, asi 25 km východně od přístavu La Spezia a asi 110 km jihovýchodně od Janova. Mramor se zde těžil již od konce římské republiky. Proslavil jej renesanční sochař Michelangelo Buonarroti. 
Získávání těžkých kamenných bloků bylo až do počátku 19. století extrémně pracné a nákladné. Technické novinky, jako byly stroje na zpracování kamene, poháněné parními, naftovými a elektrickými motory, umožnily těžbu ve velkém měřítku a z Carrary se stalo mezinárodní centrum na opracování mramoru. Na počátku šedesátých let 20. století, když byly lomy v exponovaných místech zpřístupněny pomocí sítě silnic, již byla výroba schopna uspokojit poptávku. Kararský mramor se používá pro kamenosochařské práce a památky, a u vnitřních prací na podlahovou a schodišťovou krytinu, parapety nebo dlaždice v koupelnách. Kamenosochaři používají jako dříve legendární a drahé Statuario. Zatímco na počátku 20. století bylo ročně vytěženo přibližně 100 000 tun mramoru, stoupla již těžba až na 5 milionů tun, což silně kritizují aktivisté pro ochranu životního prostředí.[zdroj?]

## Geologie
Apuánské Alpy (italsky: Alpi Apuane) vznikly v paleozoiku, asi před 240 miliony let, na starším podloží jílovitých břidlic, pískovců a brekcií. Geologicky patří do Apenin. Vápnité sedimenty z mrtvých mořských živočichů byly vysokým tlakem a velmi vysokou teplotou postupně přeměněny až na mramor. Výchozy kararského mramoru pokrývají asi čtvrtinu této oblasti. Ve svrchním triasu vzniklo před 200 milióny roky mělké teplé moře, ve kterém se fosilní mikroorganismy, živé organismy a biologické vápnité sedimenty usazovaly na mořském dně. Protože moře bylo dobře provzdušněné, tvořilo se čisté vápno, ze kterého později vznikl kararský mramor. V průběhu času se vytvořily mocné sedimenty (ložiska), které byly nejprve zpevněny do vápenců. V důsledku pohybu kontinentů došlo k přesouvání a posunům vápnitých sedimentů a jiných rozličných hornin. Dvě desky ochlazené zemské kůry, Afrika a Evropa, se pohybovaly proti sobě, vrstvy vápenců byly ve velkých hloubkách a při vysokém tlaku a teplotě stlačeny, chemicky změněny, deformovány a přeměněny až na mramor. Metamorfóza mramoru probíhala při tlaku 103 barů a teplotách nad 400 °C. Uskutečnila se ve třetihorách a z vápenců vznikla metamorfovaná hornina, mramor. Tato činnost byla dokončena ve svrchním miocénu asi před 30 milióny roky, kdy byla mramorová masa vyzdvižena do oblastně různých úrovní. Ložiska kararského mramoru tvoří mramorové pohoří o výšce téměř 1900 metrů. Vznikla čočkovitá skalní tělesa dlouhá téměř deset kilometrů a mocnosti až 400 metrů.

## Obsah minerálů
Kararský mramor je metamorfovaná hornina, která obsahuje nejméně 50 % objemu kalcitu. Skládá se ponejvíce pouze z jednoho uhličitanového minerálu, je tedy monominerální. Mramor prošel transformací pod vysokým tlakem a vysokou teplotou, metamorfózou. Krystalová zrna kalcitu jsou v mramoru rozpoznatelná pouhým okem.
Kararský mramor není výhradně bílý, ale někdy je šedý až modrý, nažloutlý nebo načervenalý. Žlutá barva je způsobena limonitem, modrá a šedomodrá grafitem, uhlíkatými látkami nebo bitumenem a načervenalá hematitem. Existují však také extrémně tmavě modré druhy. Minerály chloritové a serpentinové barví na zeleno. Jedinečné zbarvení kararského mramoru má Calacatta Vagli, červenohnědé až červenošedé arabesky na bílém pozadí a Calacatta Rocchetta, která má arabesky šedozelené. Tyto látkové příměsi způsobují po mramorizaci původního vápence vznik dekoru typickém pro mramor, který se projevuje v jeho různých barevných odstínech. Bílé druhy kararského mramoru mohou v jednotlivých případech obsahovat jemně rozmělněný pyrit a po zabudování se zbarví žlutě až nahnědle. Pyrit se může pod vlivem vody také rozložit na kyselinu sírovou. Kararské mramory mají nasákavost vody menší než 0,5% objemu a jsou proto považovány za mrazuvzdorné.

## Sochaři a stavby
Z lomů Carrarských hor získávali mramorové bloky známí sochaři Michelangelo, Gian Lorenzo a Luigi Bernini, Pisano, Donatello, Canova a další. Kararský mramor byl použit při stavbách Dómu ve Florencii, na zvonici v Pise, v Bazilice Svatého Petra v Římě, v bývalém Světovém obchodním centru v New Yorku, v kasinech Las Vegas a jako vnější obklad haly Finlandia Hall v Helsinkách a v Grande Arche de la Défense v Paříži.

## Galerie

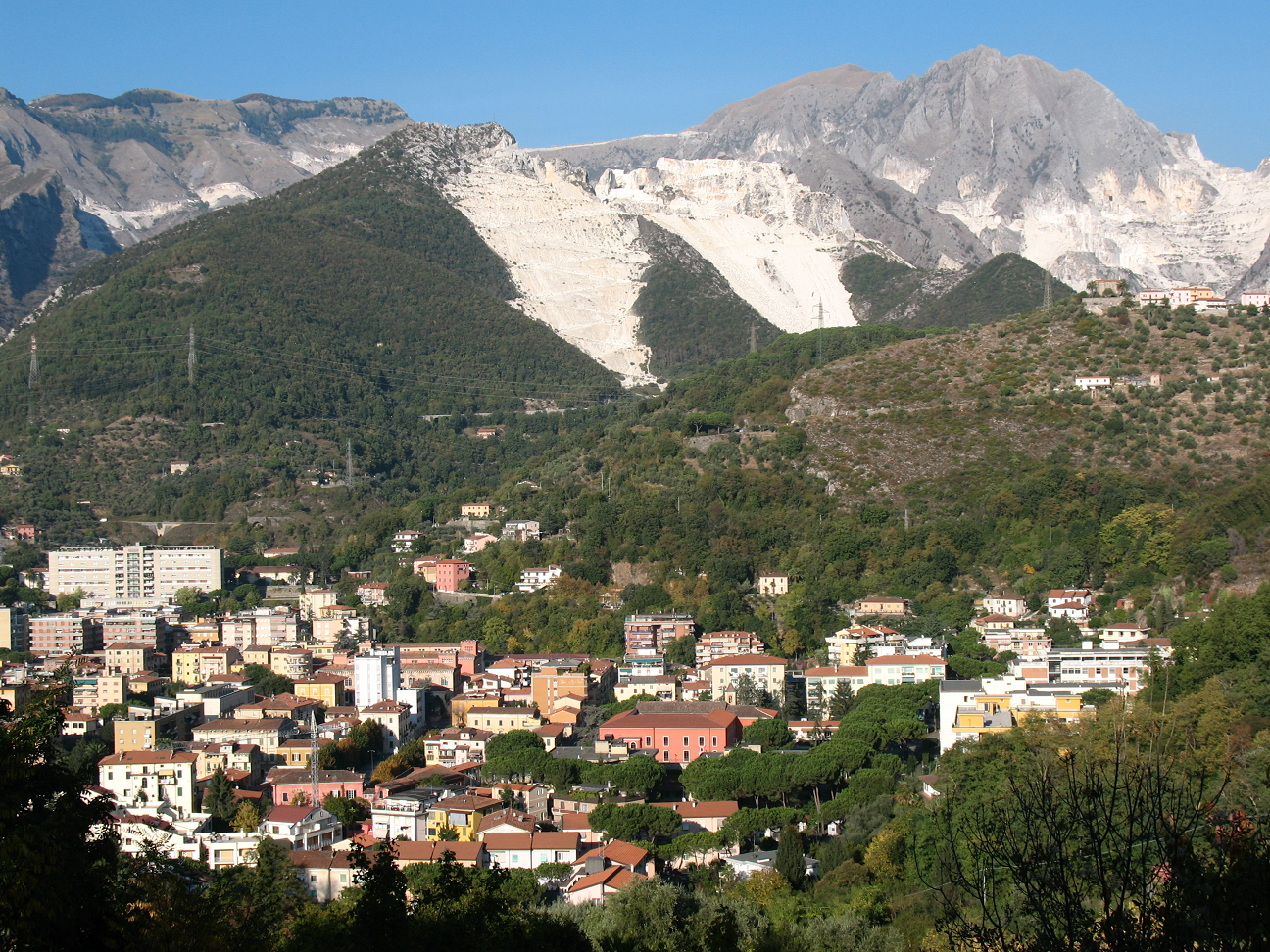
Carrara, v pozadí lomy na mramor (sníh Carrarských hor)
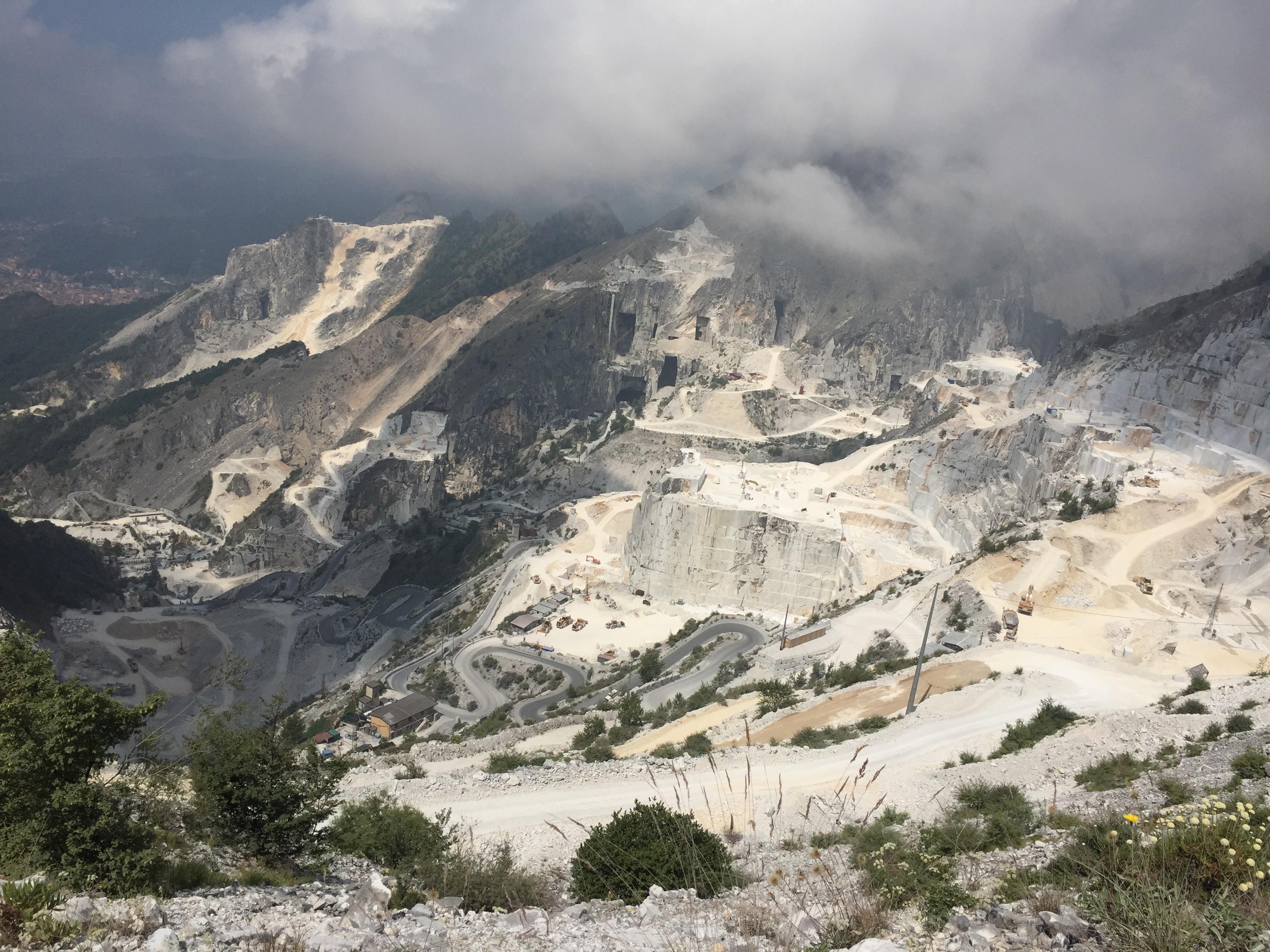
Lom na kararský mramor- panorama
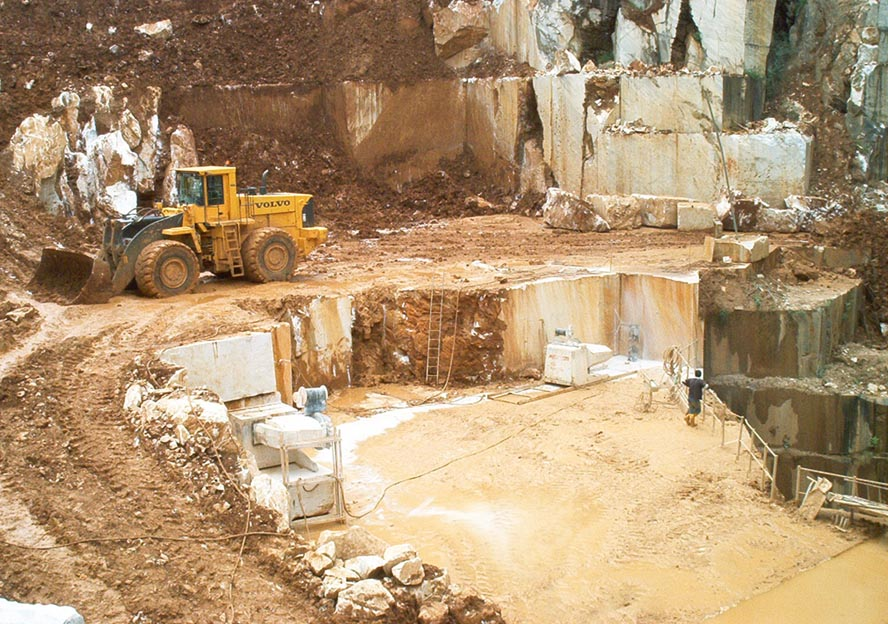
Carrara – kamenolom
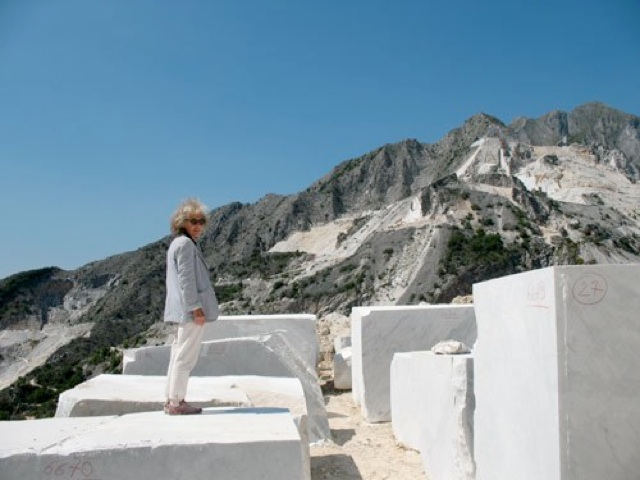
Bloky kararského mramoru
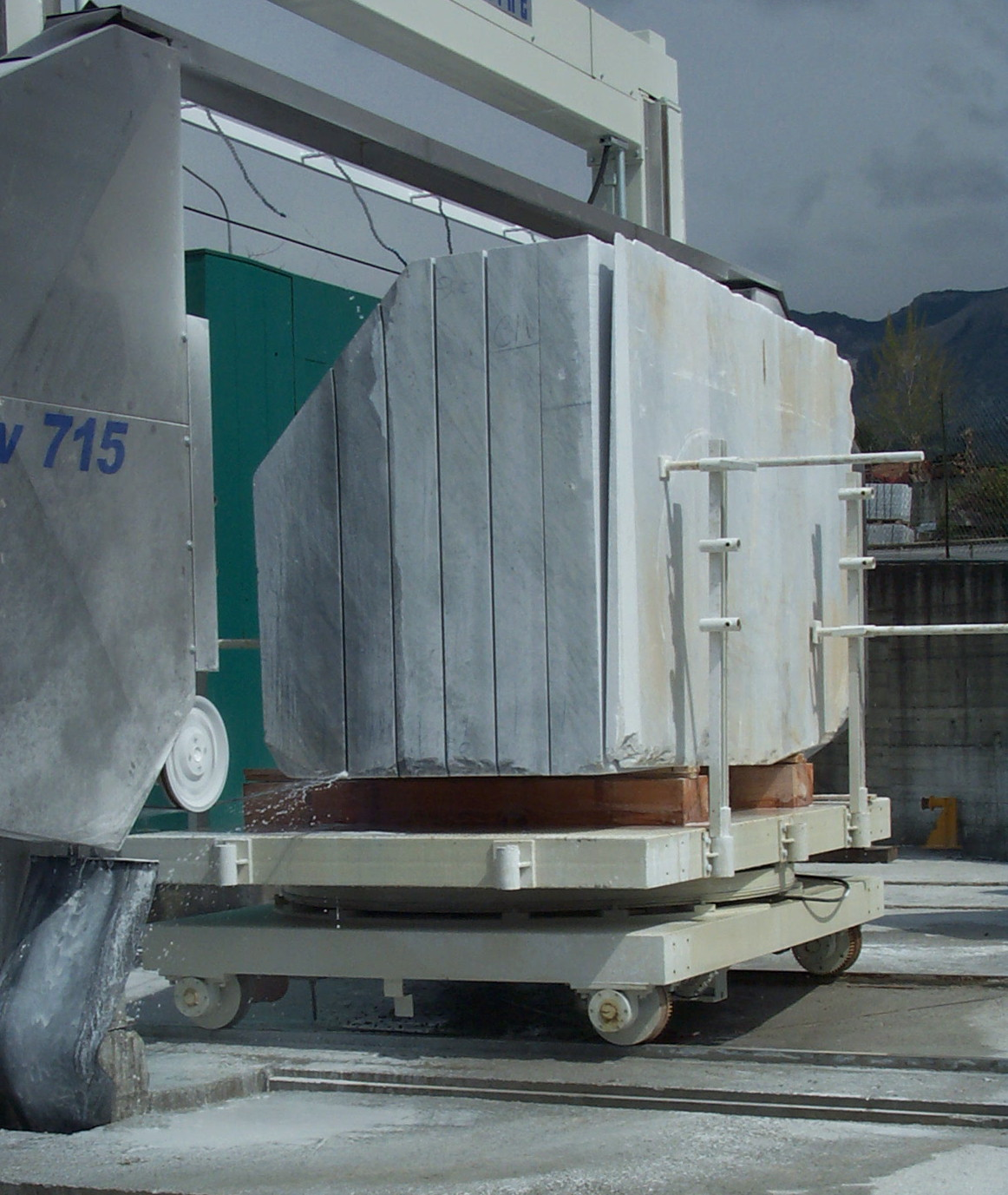
Pila na mramor
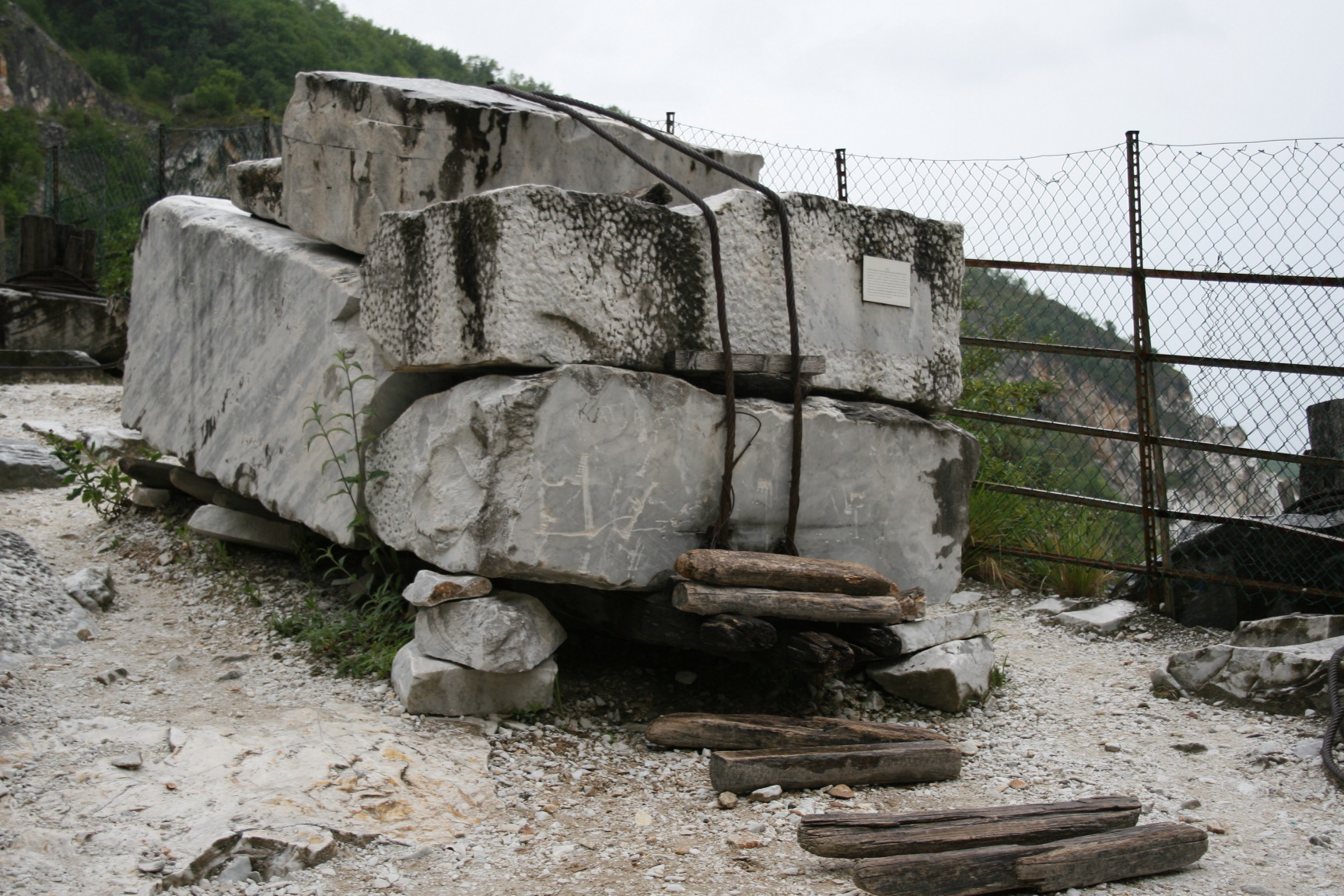
Doprava kamenného bloku (lizzatura)

## Historie
Mramorové lomy Carrara byly pravděpodobně využívány již během doby bronzové k výrobě různých nádob a dekorativních a pamětních předmětů dávaných do hrobek mrtvých.
Skutečná těžební činnost se vyvinula za římské éry a prošla největším rozvojem za Julia Caesara (48–44 př. n. l.). Bloky bílého mramoru se používaly při stavbě veřejných budov Říma a mnoha patricijských domů. Z tohoto materiálu byl proveden Agrippův Pantheon a Trajánův sloup. Doprava materiálu vedla přes přístav Luni a odtud pochází název kamene, Marmor lunensis. Fokův sloup na Foru Romanu z roku 608 byl pravděpodobně posledním římským dílem z lunenského mramoru.
Od 5. století se v důsledku stěhování národů těžební činnost zastavila. Později, díky rozvoji křesťanství, byla po mramoru velká poptávka pro výstavbu i pro vnitřní výzdobu náboženských staveb. Velká aktivita lomů byla vyvolána také sochařskými mistry („Magistri Comacini“), jako byli sochaři Giovanni a Nicola Pisano, kteří kámen používali pro své práce ve střední Itálii, jako je katedrála v Sieně s osmibokou gotickou kazatelnou v Toskánsku. Na konci italského románského slohu bylo běžné, že si sochaři své hrubé bloky v horách Carrary sami vybírali. Tyto surové bloky se pak dopravovaly na místo, kde byly sochařsky opracovány.
Renesanční sochař Michelangelo, který vytvořil Davida, Pietu, Mojžíše a další slavné skulptury z mramoru statuario, pomohl tomuto kameni ke slávě. V období baroka se poptávka po bílých mramorech snížila, protože byly preferovány barevné a skvrnité vápence a mramory.
V době klasicismu si Evropa znovu vzpomněla na bílý mramor. V roce 1769 byla založena sochařská škola Accademia di Belle Arti di Carrara. Kvůli ozbrojeným konfliktům v Evropě však obchod s mramorem nijak nerostl. Po obsazení Carrary napoleonskými vojsky, která vyhnala rakouskou posádku, došlo roku 1800 k úplnému zastavení těžby. Po stažení francouzského vojska pak produkce mramoru opět vzrostla a v roce 1857 existovalo už 600 lomů.
Kolem roku 1815 vynalezl italský dělník Giuseppe Perugi pilu na kámen s více pilovými listy, první rámovou pilu na přírodní kámen, poháněnou rychloběžnými vodními koly. Tuto technologii dále zlepšil Švýcar Carlo Müller a v roce 1831 zkonstruoval Francouz Nerier osm železných stojanů, které umožňovaly vyrobit více velkých mramorových desek o tloušťce 1 cm. Tato metoda získala roku 1867 cenu na světové výstavě v Paříži.
Vynález pil zmenšoval nutnost používání výbušnin, při kterém vznikaly obrovské kamenné haldy jako „sníh Carrarských hor“, viditelný až od mořského pobřeží. Užívání výbušnin bylo po druhé světové válce zcela opuštěno. První světová válka způsobila zastavení výroby mramoru. Světová hospodářská krize v roce 1929 pak opět pomalu se zvyšující výrobu o polovinu snížila.
Druhá světová válka zastavila nejen těžbu mramoru, ale německý Wehrmacht zničil v boji proti partyzánům v letech 1944/45 také většinu zařízení v kamenolomech. Odporu proti německým okupantům se účastnila velká část obyvatelstva, zejména ženy a dělníci z Carrary.
Po skončení války a v důsledku evropského stavebního rozmachu v šedesátých letech (1960) se objem výroby zvýšil na 500 000 tun. V rámci tohoto rozvoje byla také rozšířena silniční síť v horách a masivní bloky, z nichž některé váží více než 20 tun, se již odvážejí pomocí kamionů.

## Těžba
Dnes je kararský mramor dobýván v přibližně 150 otevřených i podzemních lomech pomocí lanových pil a brázdících strojů a k oddělení kamenných bloků od lomových stěn již není potřeba ruční práce. Lanové pily vedou ocelová lana osazená korálky z tvrdokovu podle potřeby skrze mramorové vrstvy v kamenolomu nebo skrz hrubé bloky ve zpracovatelských závodech. V korálcích z tvrdokovu jsou také průmyslové diamanty. Pilová lana jsou chlazena proudem vody. Brázdící stroje vyřezávají do kamene uvolňovací spáry do délky čtyř až pěti metrů v pracovní hloubce asi dva až dva a půl metru. Brázdící stroje (Schrämen) jsou mobilní velkorozměrné řetězové pily, které pracují bez chlazení vodou. Hrubé bloky se dále podle potřeby tvarují pomocí pneumatických vrtaček a dalších nástrojů pro řezání kamene. Tak se upraví do vhodné velikosti pro další zpracování. Surové bloky se do údolí přepravují po klikatých horských silnicích nákladními automobily. Přepravují se do více než 250 továren na zpracování kamene v Carraře a Masse, kde se z nich dělají pomocí pil na kámen plátky, desky, dlaždice a jiné kamenné výrobky.

## Poloha kamenolomů

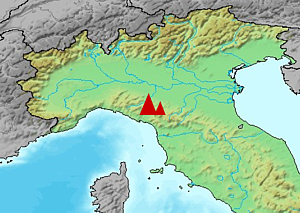
Apuánské Alpy

Mramorové kamenolomy v okolí Carrary se nacházejí v Apuánských Alpách, hlavně ve třech údolích: Bacino di Fantiscritti, Bacino di Torrano a Bacino di Colonnata. Většina kamenolomů se nachází v nadmořské výšce asi 1000 metrů. Historické kamenolomy jsou Grand Canal, Colonnata, Fantiscritti, Polvaccio a Poggio Domizio. V těchto lomech se vyskytují stopy těžebních metod z dřívějších dob, tak zvaného římského tagliate (řezu), kterým byly kamenné bloky oddělovány od svislých stěn kamenolomu.
Kromě otevřených kamenolomů jsou zde ještě i lomy podzemní, ale největší část tvoří kamenolomy otevřené. Kamenolom, který na zakázku papeže Lva X otevřel Michelangelo, se nachází vysoko v horách Altissimo nedaleko města Seravezza.
Pozoruhodný technický úspěch je v kamenolomu Cervaiole ve více než 1859 metrů vysokém pohoří Monte Altissimo. Je to obrovský výlom o délce asi 80 metrů, hloubce 25 metrů a výšce 40 metrů. Tento kamenolom provozuje firma Henraux z Carrary od ponapoleonského období.

### Údolí Fantiscritti
Nachází se nad městem Carrara u vesničky Miseglia a je v něm asi třicet kamenolomů. Těží se zde mramorové typy Ordinario (bělavé), Venato (bílé a šedé), Cremo (světle šedé) a dříve také Zebrino (šedozelené pruhy) u vesničky Ponti di Vara. Kromě těchto provozovaných kamenolomů různých velikostí jsou zde také dva mosty, přes které vedla původní mramorová dráha. Pětiobloukový most se stále využívá jako silnice.

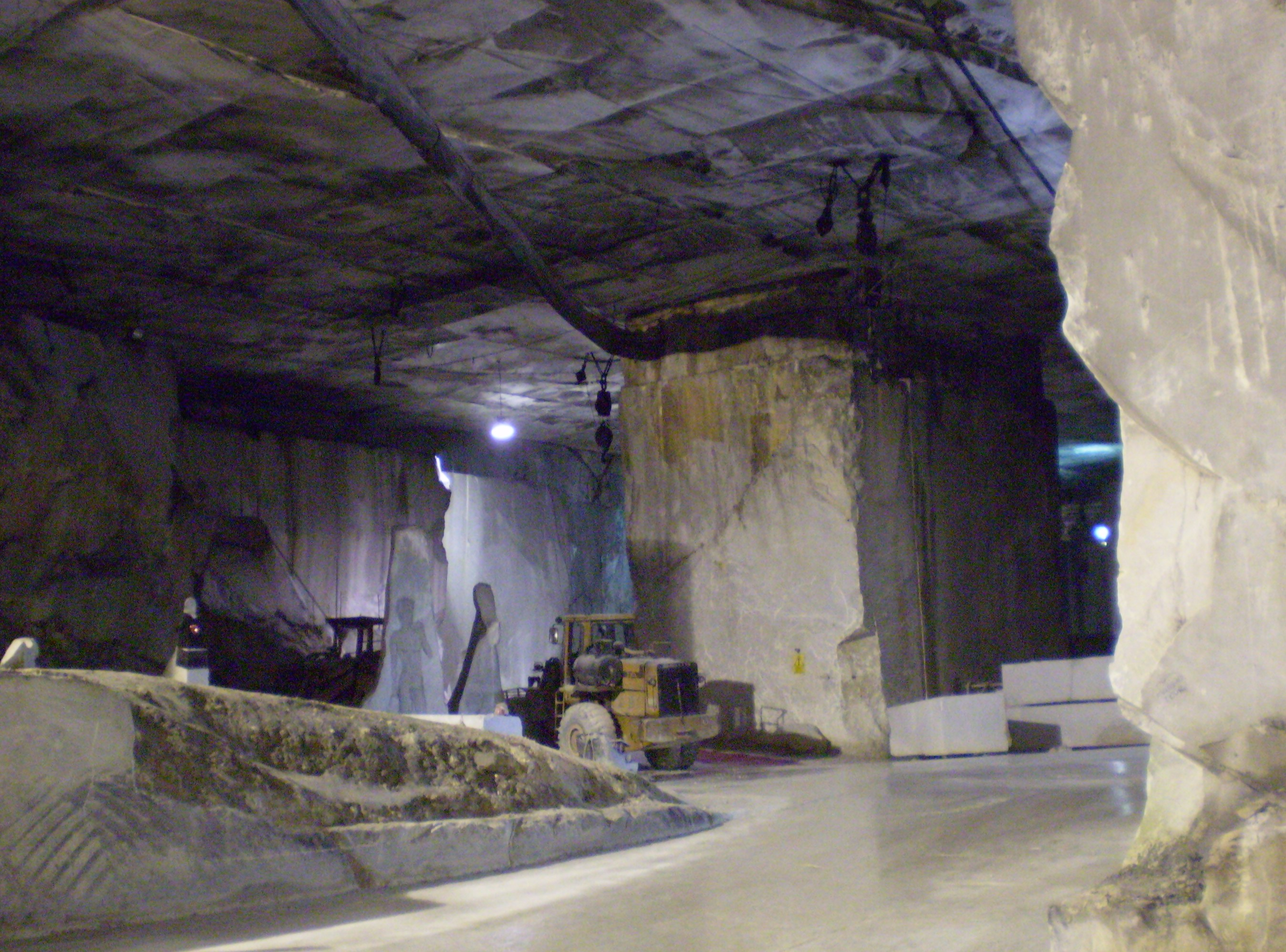
Podzemní kamenolom Galleria Ravaccione

Uprostřed hory Torrione je podzemní kamenolom Galleria Ravaccione, který lze navštívit. Vynikající kvalita jeho mramoru byla objevena uprostřed tunelu, proraženého zde kvůli spojení mezi údolími Fantiscritti a Torano. Dnes je tento tunel používán pouze v jednom směru, do Fantiscritti. Galeria Ravaccione je zde také soukromé muzeum těžby mramoru a místo, kde se pořádají koncerty a divadelní představení.

### Údolí Torano
V údolí Torano je asi třicet aktivních lomů, ve kterých se těží mramor Statuario (bíložlutý sochařský materiál), Statuario Venato (šedobílý sochařský materiál), Calacatta, Cremo, Ordinario a Arabescato. Nachází se zde také kamenolom Polvaccio, ze kterého Michelangelo vybral některé ze svých kamenných bloků, a proto se mu nyní říká Cava-Michelangelo.

### Údolí Colonnata
U Colonnaty se nachází největší kamenolom Apuanských hor, lom Gioia. Jinak je tam v provozu ještě asi třicet dalších kamenolomů. Těží se v nich mramory Ordinario (bělavý), Venato (bílý), Arabescato a Bardiglio (modrý). Kromě římského kamenolomu Fossacava, kam se může dojít pouze pěšky, je tam také nejstarší mramorový most z roku 1875. Malá vesnička Colonnata je prapůvodní sídlo pracovníků lomu. Je tam hřbitov zahynulých při práci a památník pracovníků lomu.

### Mramorová dráha

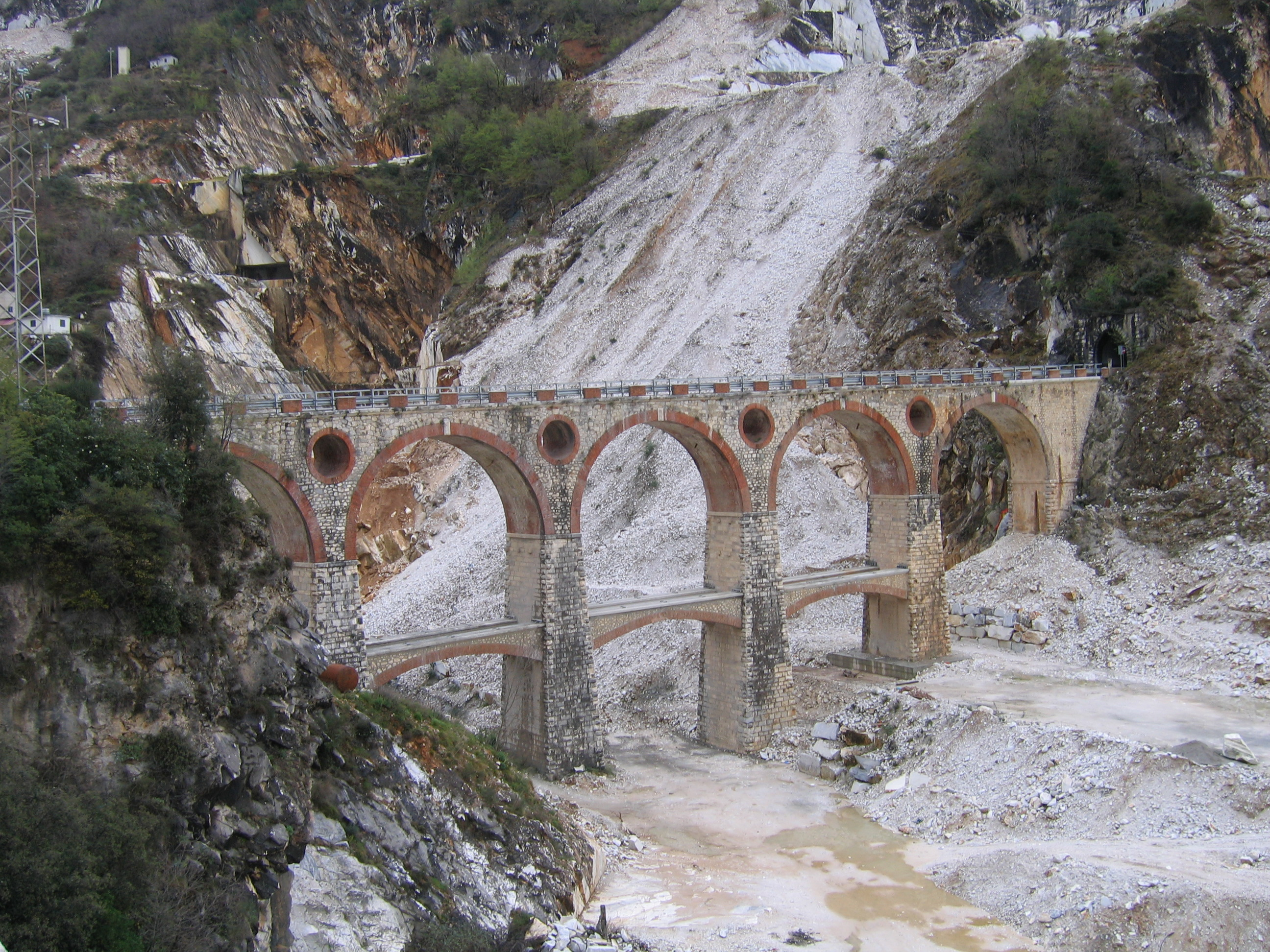
Most na mramorové dráze

Doprava kamene byla vždy nebezpečnou a obtížnou záležitostí. Kamenné bloky se přepravovaly dolů do údolí metodou lizzatura  a dále pak na vozech s volským spřežením. I po výstavbě železnice byly hrubé bloky dopravovány ke kolejím pomocí lizzatury. Mramorová železnice, která spojovala tři údolí pomocí tunelu a mostů, byla postavena a uvedena do provozu kolem roku 1876. Mramorová dráha spojovala Carraru s Miseglií, vedla pod Colonnatou (stanice Tarone) přes Fantiscritti až po Cava Polvaccio.
Po výstavbě železnice a s parními lokotraktory skončila přeprava volským spřežením. Lizzatura se však stále používala. Teprve v šedesátých letech (1960) když byly vybudovány silnice až k lomům, byla doprava prováděna kamiony přímo z lomů.

## Využití
V oblasti Carrara se vyskytuje asi padesát různých typů mramoru (např. Ordinario, Venato, Calacatta, Statuario, Bardiglio, Gioa atd.). Nejcennější je tzv. Statuario, mramor pro sochy. Velké bloky jsou vzácné a drahé. Není úplně bílý, ale částečně nažloutle pruhovaný. Je obzvláště jemnozrnný a umožňuje filigránské zpracování v sochařství. Je také relativně izotropní, stejnorodý a odolný proti otřesům při opracovávání.
Kromě na sochy a pomníky se kararský mramor používá jako podlahová a schodišťová krytina, dále i pro parapety v interiérech a pro obklady z přírodního kamene v koupelnách nebo bazénech. V cukrárnách se používají pracovní stoly z kararského mramoru, protože cukrová poleva musí rychle vychladnout a mramorový povrch je pro to obzvláště vhodný. Navíc se těsto na mramorový povrch nelepí.
Bloky mramoru, nevhodné k přímému využití, jsou rozemlety na mramorový prach o velikosti zrn v tisícinách milimetru, který se přidává do zubních past, do mýdla, do brusiva a také se používá při výrobě skla a papíru. Oblé kusy mramoru, které se původně vybíraly z potoků v oblasti Carrary, ale jsou již také vyráběny strojově, se používají v zahradnictví jako dekorace květinových záhonů.
Zvláštní využití kararského mramoru je specialita pro gurmány, Lardo di Colonnata (slanina z Colonnaty). Je to slanina, která se připravuje ve speciálních mramorových nádobách. Slanina se do nich dává ve vrstvách se solí, kořením a bylinkami a nechává se nejméně půl roku vyzrát. Během procesu zrání se schránky se slaninou přikrývají mramorovými deskami. Pro tyto mramorové nádoby se hodí pouze speciálně vybraný kararský mramor s velkými krystaly. Lardo di Colonnata bývala potrava kameníků v lomech, kteří pro svou tvrdou práci potřebovali bohatou kalorickou stravu.